# Людек Пахман
Людек Пахман (чеськ. Luděk Pachman; 11 травня 1924, Бела-под-Бездезем, нині Чехія — 6 березня 2003, Пассау, Німеччина) — Чехословацько-німецький шахіст, гросмейстер від 1954 року, шаховий літератор, і політичний діяч. 1972 року йому дозволили йому емігрувати в Західну Німеччину, після того як у в'язниці закатували майже до смерті. Він прожив там решту свого життя і відновив шахову кар'єру з великим успіхом, зокрема зігравши на міжзональному турнірі 1976, а також здобувши перемогу в чемпіонаті Західної Німеччини 1978 року.

## Кар'єра
Перше чемпіонське звання з шахів прийшло до Пахмана в 1940 році, коли він став чемпіоном сусіднього села Циста (населення 900). Перший прорив у його кар'єрі відбувся 1943 року, коли його запросили на міжнародний турнір у Празі. Чемпіон світу Олександр Алехін домінував на тому змаганні, а Пауль Керес посів 2-ге місце. Пахман посів 9-те місце з-поміж дев'ятнадцяти гравців. Алехін висловив на його адресу комплімент у своїй статті в газеті «Frankfurter Zeitung», а з п'ятого туру щовечора запрошував його аналізувати ігри й дебютні варіанти. «Я не можу вам передати, як новачок з сільського шахового клубу почував себе в той час», писав Пахман.
Талант Пахмана розвинувся до одного з провідних гравців світу. Виграв п'ятнадцять міжнародних турнірів, але сам вважав найкращим своїм турнірним результатом поділ 2-го місця в Гавані на Меморіалі Капабланки 1963 разом з Михайлом Талем і Юхимом Геллером, позаду Віктора Корчного. Пахман виграв чемпіонат Чехословаччини сім разів у період між 1946 та 1966 роками. Потім 1978 року став чемпіоном Західної Німеччини. Зіграв на шести міжзональних турнірах починаючи з Сальтшобадена 1948 і закінчуючи Манілою 1976. Представляв Чехословаччину на восьми шахових олімпіадах підряд від 1952 до 1966 року, зазвичай на першій шахівниці.

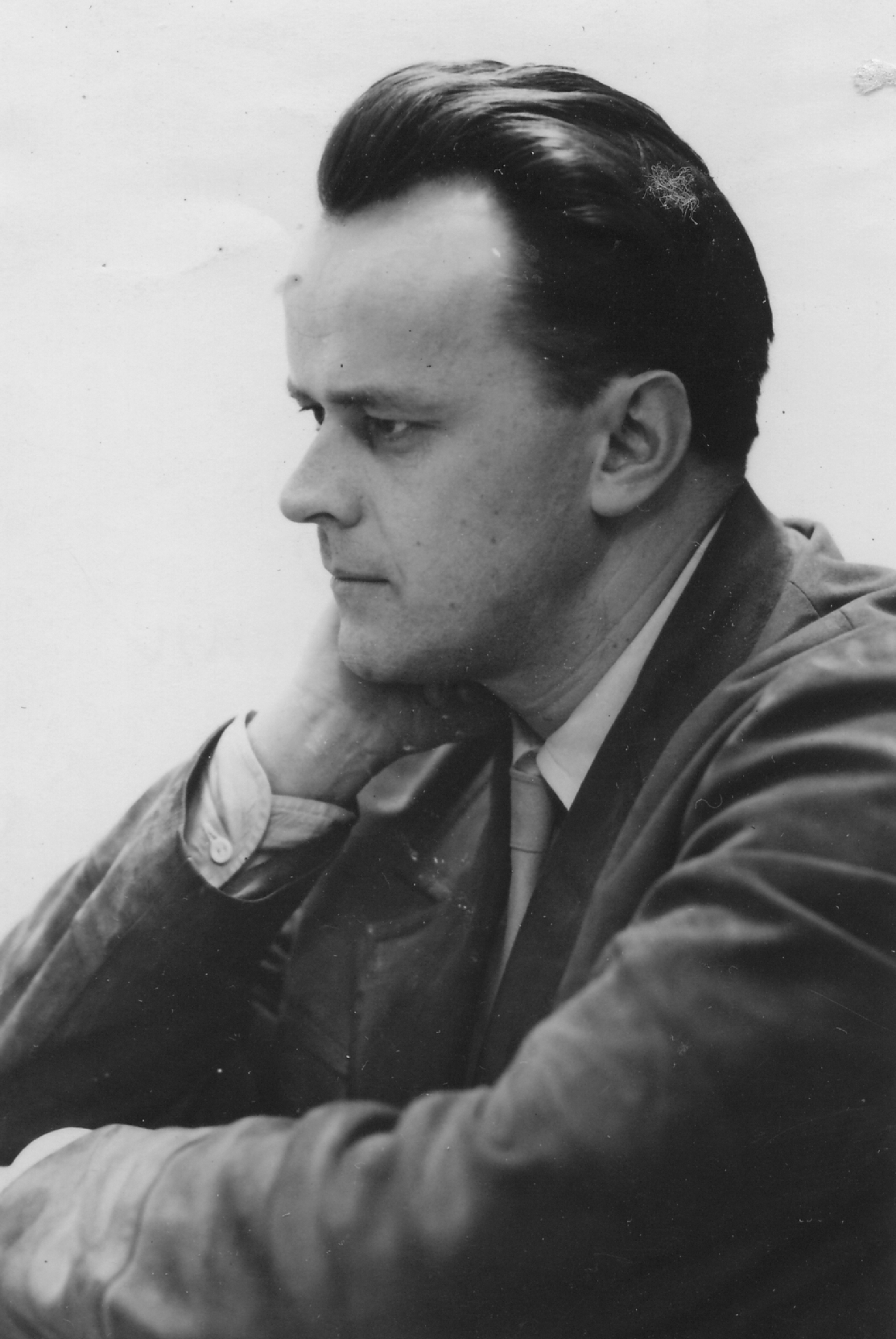
Пахман до 1970 року

Найуспішнішим роком в його кар'єрі став 1959. Після перемоги на чемпіонаті Чехословаччини він вирушив у тур по Південній Америці, вигравши турніри в Мар-дель-Платі (поділив з Мігелем Найдорфом), Сантьяго (поділив з Бориславом Івковим) і Лімі (знову поділив з Івковим). У цьому турі він двічі переміг 16-річного Боббі Фішера. Зрештою Пахман мав рівний пожиттєвий результат у партіях проти Фішера +2 -2 =4.
Найвищий рейтинг Ело мав станом на 1 січня 1976 року, досягнувши 2520 пунктів, ділив тоді 60-66-те місця в рейтинг-листі ФІДЕ, водночас ділив 4-5-те місця серед шахістів ФРН.
За даними ретроспективної системи chessmetrics найвищий рейтинг мав станом на 1 грудня 1959 року, досягнувши тоді 2695 пунктів, посідав 15-те місце серед всіх шахістів, 1-ше серед чехословацьких і третє серед нерадянських шахістів, після Светозара Глігорича і Боббі Фішера.

### Політика
Пахман був політично активним упродовж всього свого життя, спочатку як комуніст, а пізніше як переконаний антикомуніст. У грудні 1968 року виграв турнір в Афінах. Після повернення до Праги його заарештували, запроторили до в'язниці й катували там протягом кількох місяців. У тюрмі він намагався покінчити життя самогубством: напередодні різдва 1969 року лікарі покликали його дружину й сказали їй, що він швидше за все не переживе цю ніч. 1972 року Пахману нарешті дозволили емігрувати в Західну Німеччину. Невдовзі він зажив слави як палкий антикомуніст, і завдяки красномовству став постійним гостем на політичних ток-шоу.

### Автор
Пахман був також плідним автором шахової літератури, видавши 80 книг п'ятьма мовами. У 1950-х роках став провідним світовим експертом з теорії дебютів після публікації його чотиритомного опусу Theory of Modern Chess. Пахман вважав своєю найкращою книгою Modern Chess Strategy, яка вийшла 1959 року. У своїй книзі Checkmate in Prague Пахман розповідає про свої поневіряння в руках комуністичної влади.

## Книги
- Pachman, Luděk (1983), Chess Endings for the Practical Player, Routledge & Kegan Paul, ISBN 0-7100-9266-0

- Pachman, Luděk (1971), Modern Chess Strategy, Dover, ISBN 978-0-486-20290-7

- Pachman, Luděk (1975), Complete Chess Strategy, Volume 1: First Principles of the Middle Game, Cornerstone Library, ISBN 0-346-12321-6

- Pachman, Luděk (1976), Complete Chess Strategy, Volume 2: Principles of Pawn Play and the Center, Cornerstone Library, ISBN 0-346-12343-7

## Основні спортивні результатати
| Рік     | Турнір                                        | Результат | Місце |
| ------- | --------------------------------------------- | --------- | ----- |
| 1946    | Арбон                                         |           | 1     |
| 1947    | Зональний турнір (Хілверсюм)                  | 9½ з 13   | 2-3   |
| 1948    | Міжзональний турнір (Сальтшобаден)            | 7½ з 19   | 17    |
| 1949    | Бухарест                                      |           | 1     |
| 1950    | Венеція                                       | 9½ з 15   | 4     |
| 1951    | Зональний турнір (Марианські-Лазні)           |           | 1     |
| 1952    | Міжзональний турнір (Сальтшобаден, Стокгольм) | 10 з 20   | 11-13 |
| 1954    | Зональний турнір (Прага — Марианські-Лазні)   | 15 з 19   | 1     |
| 1954/55 | Гастінґс                                      | 5½ з 9    | 3-5   |
| 1955    | Міжзональний турнір (Гетеборг)                | 10½ з 20  | 10-11 |
| 1956    | Меморіал Стейніца (Прага — Марианські-Лазні)  | 12 з 19   | 3-4   |
| 1957    | Гота                                          | 10½ з 15  | 2     |
|         | Зональний турнір (Дублін)                     | 14½ з 17  | 1     |
|         | Сантьяго                                      |           | 1     |
| 1958    | Міжзональний турнір                           | 11½ з 20  | 7-11  |
| 1959    | Мар-дель-Плата                                | 10½ з 14  | 1-2   |
| 1960    | Марианські-Лазні                              |           | 1     |
|         | Босна (Сараєво)                               | 7½ з 11   | 1-2   |
|         | Зональний турнір (Мадрид)                     | 8½ з 15   | 8-9   |
| 1961    | Грац                                          |           | 1     |
|         | Босна (Сараєво)                               | 7½ з 11   | 1-2   |
| 1964    | Міжзональний турнір                           | 12½ з 23  | 13    |
| 1965    | Меморіал Капабланки (Гавана)                  | 13 з 21   | 6     |
| 1968    | Афіни                                         |           | 1     |
| 1973    | Нетанья                                       | 9½ з 15   | 3-4   |
| 1975    | Мангейм                                       | 10½ з 15  | 2     |
| 1975/76 | Реджо-Емілія                                  | ?         | 1     |
| 1976    | Міжзональний турнір (Маніла)                  | 5 з 19    | 18-20 |